# Dicrania rugosipennis
Dicrania rugosipennis är en skalbaggsart som beskrevs av Blanchard 1850. Dicrania rugosipennis ingår i släktet Dicrania och familjen Melolonthidae. Inga underarter finns listade i Catalogue of Life.